# Scaptia flavibarbis
Scaptia flavibarbis är en tvåvingeart som beskrevs av H. Oldroyd 1949. Scaptia flavibarbis ingår i släktet Scaptia och familjen bromsar. Inga underarter finns listade i Catalogue of Life.